# Wye (Kent)
Wye – wieś w Anglii, w hrabstwie Kent, w dystrykcie Ashford. Leży 31 km na wschód od miasta Maidstone i 83 km na południowy wschód od centrum Londynu. W 2001 miejscowość liczyła 2384 mieszkańców. Wye jest wspomniana w Domesday Book (1086) jako Wi.